# Aloeides nubilus
Aloeides nubilus (tên tiếng Anh: Cloud Copper) là một loài bướm thuộc họ Lycaenidae. Đây là loài đặc hữu của Nam Phi, nơi nó có ở đỉnh núi đá thấp ở Mpumalanga Drakensberg.
Sải cánh khoảng 21–24 mm đối với con đực và 22–26 mm đối với con cái. Cá thể trưởng thành mọc cánh từ tháng 9 tới tháng 11. Mỗi năm loài này có một thế hệ.